# Grevillea plurijuga
Grevillea plurijuga är en tvåhjärtbladig växtart. Grevillea plurijuga ingår i släktet Grevillea och familjen Proteaceae.

## Underarter
Arten delas in i följande underarter:
- G. p. plurijuga
- G. p. superba